# Siège de Lille (1792)
Pour les articles homonymes, voir Siège de Lille.
Première Coalition
Batailles
Le siège de Lille de 1792 a lieu du 29 septembre au 8 octobre 1792.

## Contexte historique
Après que, le 20 avril, l'Assemblée législative a déclaré la guerre au « roi de Bohême et de Hongrie » — cette expression désignant l'empereur du Saint-Empire et ses États — 13 000 Impériaux commandés par Albert de Saxe-Teschen mettent le siège devant Lille.
Le 20 septembre 1792, les Prussiens sont arrêtés à la bataille de Valmy.

## Garnison de Lille
La garnison de Lille est composée de 7 500 fantassins, 1 200 cavaliers et 132 artilleurs
- 15e régiment d'infanterie de ligne
- 24e régiment d'infanterie de ligne
- 56e régiment d'infanterie
- 2e bataillon du 90e régiment d'infanterie de ligne
- 1er bataillon de volontaires de l'Oise
- 3e bataillon de volontaires de l'Oise
- 4e bataillon de volontaires de la Somme
- 6e régiment de cavalerie
- 13e régiment de cavalerie
- 1 escadron de hussards
- Détachement du 3e régiment d'artillerie

Ils sont renforcés par 
- 11 septembre : 1er bataillon de volontaires de l'Eure
- 14 septembre : 1er bataillon de volontaires du Nord
- 20 septembre : 2e bataillon de volontaires de la Somme
- 21 septembre : 1er bataillon de volontaires du Calvados
- 21 septembre : 1er bataillon de volontaires du Pas-de-Calais
- 21 septembre : 2e bataillon de volontaires ?
- 1er octobre : 6e bataillon des fédérés nationaux
- 1er octobre : 8e bataillon des fédérés nationaux
- 1er octobre : 14e bataillon des fédérés nationaux
- 1er octobre : 15e bataillon des fédérés nationaux
- 1er octobre : 16e bataillon des fédérés nationaux
- 1er octobre : 17e bataillon des fédérés nationaux
- 4 octobre : 22e régiment d'infanterie de ligne
- 5 octobre : 2e bataillon du 19e régiment d'infanterie de ligne

## Le siège

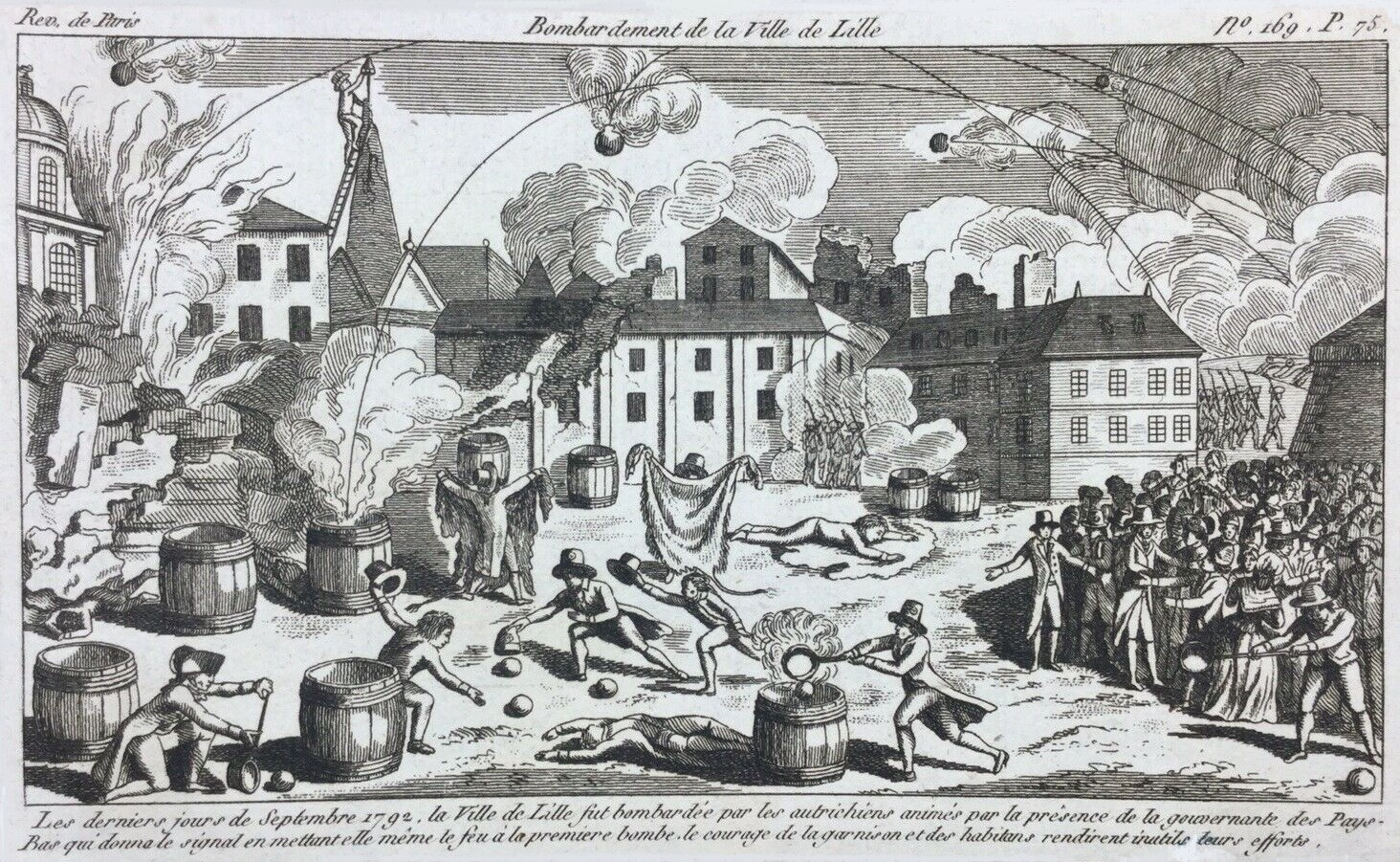
Bombardement de Lille.
Gravure publiée dans le journal Révolutions de Paris, no 169, octobre 1792.

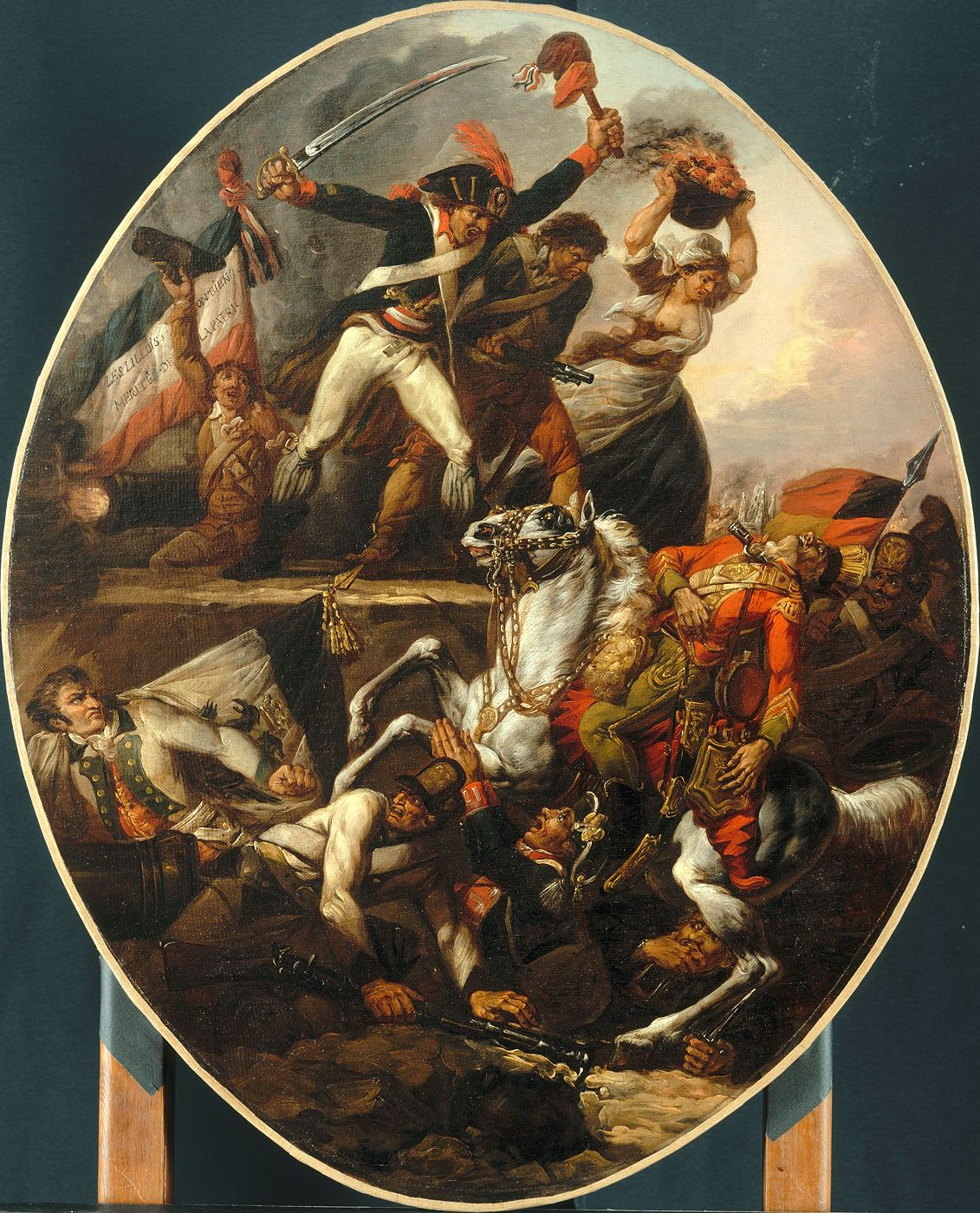
Allégorie relative au siège de Lille en 1792, peinture de Louis Joseph Watteau.

La place de Lille, défendue par le général Ruault, secondé par le capitaine du génie, Marescot, est investie, le 23 septembre 1792, par le duc Albert de Saxe-Teschen. La droite des assiégeants était commandée par le général Jean-Pierre de Beaulieu, et la gauche par le général Latour.
Des tranchées furent ouvertes à 900 mètres de la place. Les premières partaient du village des Hellemmes, traversaient la route de Tournay, se prolongeaient derrière Fives, s'étendaient jusqu'au faubourg des Malades, et en faisant face à l'ouvrage à corne de la Noble Tour, elles embrassaient les villages de Roubaix, Lannoy et Tourcoing.
Le 29 septembre 1792, le duc de Saxe-Teschen envoie une sommation à la place indiquant qu'il est disposé à épargner la ville contre reddition.

Le général Ruault et André Bonte, maire de Lille, répondent que Lille et ses habitants ont renouvelé leur serment de fidélité à la nation, de vivre libres ou de mourir, et qu'ils ne se rendront pas.

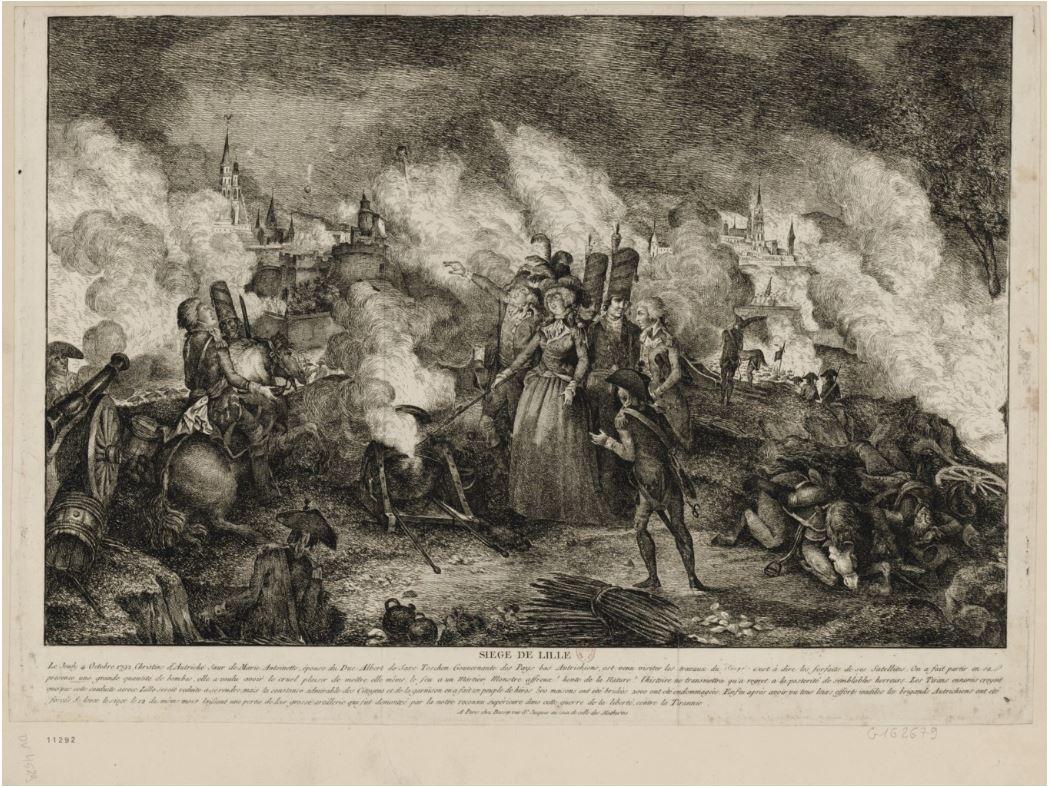
Siège de Lille : l'archiduchesse Marie-Christine d'Autriche aurait commandé le bombardement de la ville. Gravure française, 1792.

Aussitôt que ces réponses furent parvenues au général ennemi, le bombardement commença le lendemain 30 septembre, et le feu se manifesta aux casernes de Fives, à Saint-Étienne et dans divers quartiers de la ville. Celui de Saint-Sauveur surtout devint le foyer d'un vaste incendie. La femme du duc Albert, Marie-Christine d'Autriche, s'empressa de venir trouver son mari et d'assister joyeusement à ce spectacle déchirant. On assure qu'elle pointa elle-même plusieurs mortiers sur la ville.

Les Impériaux entament, de jour comme de nuit, un violent bombardement qui détruit et incendie des maisons du centre-ville, dont l’église Saint-Étienne.
La vieille cité prouva qu'elle n'avait rien perdu de son antique vertu, quand le duc Albert de Saxe-Teschen vint mettre le siège devant elle et y jeta, dans l'espace de neuf jours, trente mille boulets rouges et six mille bombes. La garnison — les quatre mille hommes de Ruault — n'aurait jamais pu suffire à la défense des remparts ; mais Lille avait encore six mille gardes nationaux, parmi lesquels figuraient les célèbres canonniers…

Les deux capitaines, Ovigneur et Niquet, méritent d'avoir leurs noms inscrits au Livre d'or de la France. Comme on venait annoncer à Ovigneur que sa maison brûlait, il répondit :
— Rendons-leur feu pour feu, en montrant les positions autrichiennes.
Les habitants ont eu un comportement stoïque sous le bombardement : l'épisode du barbier Maes est resté célèbre.
À bout de munitions et sous la pression des armées révolutionnaires, accourues d'Aire, de Béthune, Saint-Omer et Dunkerque, les Impériaux finissent par lever le siège le 5 octobre après avoir mis la place à feu et à sang.
Plus de deux mille maisons sont détruites ou touchées, le quartier Saint-Sauveur a été ravagé par le feu.
Le 8 octobre 1792, la Convention nationale décréta à cette occasion que « Lille et ses habitants ont bien mérité de la patrie ».

## Visible de nos jours
La colonne de la Déesse, sur la Grand-place, commémore cette victoire de la ville sur ses assiégeants. Elle fut érigée en 1845.
Il reste aujourd'hui de nombreux boulets de canon fichés dans les murs de la ville. On peut en observer dans les bâtiments avoisinant la Chambre de commerce et d'industrie, mais on retrouve la grande majorité d'entre eux à l'intérieur des habitations où ils furent très prisés en tant qu'éléments décoratifs.
Dans les arts, le siège de Lille représente le quotidien et la résistance des habitants de Lille. 